# Potshot Lake, Minnesota
Xã Potshot Lake (tiếng Anh: Potshot Lake Township) là một xã thuộc quận St. Louis, tiểu bang Minnesota, Hoa Kỳ. Năm 2010, dân số của xã này là 74 người.